# Movemento Sumar Galicia
Movemento Sumar Galicia (MSG, Movimiento Sumar Galícia) es la organización territorial de Movimiento Sumar en la comunidad autónoma española de Galicia. 
Se registró el 13 de diciembre de 2023 como partido político en el Registro del Ministerio del Interior.
De ideología galleguista y progresista, cuenta con 2 escaños en el Congreso de los Diputados electos por La Coruña (Marta Lois) y Pontevedra (Verónica Martínez Barbero) en las elecciones generales de 2023, en las que estos diputados se presentaron por Movimiento Sumar dentro de la coalición electoral Sumar.

## Historia
Tras las elecciones generales de 2023, Yolanda Díaz constituyó la organización territorial de Movimiento Sumar en Galicia para presentarse a las elecciones al Parlamento de Galicia de 2024. El registro de Movemento Sumar Galicia fue realizado por la diputada en el congreso de los diputados por Pontevedra Verónica Martínez Barbero con el profesor de la Universidad de Santiago de Compostela Paulo Carlos López como portavoz de la formación. En enero de 2024 se integró en la coalición electoral Sumar Galicia para presentarse a dichas elecciones

## Resultados electorales

### Generales
| Comicios | Cabeza de lista | N.º de votos | % de votos       | Diputados | +/– |
| -------- | --------------- | ------------ | ---------------- | --------- | --- |
| 2023     | Marta Lois      | 175 813      | \| \| 10,94 % \| | 2/23      | -   |
|          | 10,94 %         |              |                  |           |     |

### Autonómicas
| Comicios | Cabeza de lista | N.º de votos | % de votos | Escaños | +/– |
| -------- | --------------- | ------------ | ---------- | ------- | --- |
| 2024     | Marta Lois      | 28.171       | 1,9%       | 0/75    |     |